# Камияма, Мария
Мари́я Камия́ма (яп. 神山まりあ; род. 17 февраля 1987, Токио) — японская модель, участница конкурса красоты «Мисс Вселенная 2011».

## Биография
Мария Камияма родилась 17 февраля 1987 года в Токио.
Камияма получила высшее образование в Университете Сейкей, где училась на факультете английской литературы. Затем Мария в течение двух лет работала на Гавайях в «American Eagle Outfitters» и вернулась на родину, где продолжила работать продавцом в магазине одежды. Она выиграла национальный конкурс красоты «Мисс Вселенная Япония» в 2011 году.
Представляла Японию на международном конкурсе красоты «Мисс Вселенная 2011», но в топ-16 не вошла.
9 января 2015 года Мария вышла замуж за музыкального продюсера Кеннета Кобори. 24 июля 2016 года у супругов родился первый ребёнок — сын.